# 樞梁
樞梁（1984年1月24日—）為日本女性漫畫家。

## 人物簡介
出生於日本埼玉縣蕨市。現居神奈川縣横滨市。血型O型。2004年，以刊載於史克威尔艾尼克斯《月刊GFantasy》的《9th》而正式出道。目前主要活躍於《月刊GFantasy》。
過去曾以（Yanao Rock）作為筆名創作BL同人誌，現時已經停止著作BL作品。

## 作品一覽

### 樞梁名義
- 9th（2004年，月刊GFantasy12月號刊載）
- 聖槍吸血鬼（2005年－2006年，月刊GFantasy）
- 黑執事（2006年－，月刊GFantasy）
- 迪士尼 扭曲仙境（2020年，日本手機遊戲）

### 簗緒ろく名義
- Glamorous Lip（2006年，光彩書房）ISBN 4-86093-224-2

## 外部連結
- 官方网站 （页面存档备份，存于）（日語）
- 樞梁的X（前Twitter）（日語）